# جو والش
جو والش (بالإنجليزية: Joe Walsh) (13 مايو 1992 بكارديف في المملكة المتحدة - ) هو لاعب كرة قدم بريطاني في مركز الوسط. شارك مع منتخب ويلز تحت 17 سنة لكرة القدم ومنتخب ويلز تحت 19 سنة لكرة القدم ومنتخب ويلز تحت 21 سنة لكرة القدم. أما مع النوادي، فقد لعب مع سوانزي سيتي وميلتون كينز دونز ونادي كرولي تاون.

## وصلات خارجية
- جو والش على موقع قاعدة بيانات كرة القدم.إي يو (الإنجليزية)
- جو والش على موقع Soccerbase.com (لاعب) (الإنجليزية)